# 鐵米爾套
50°03′N 72°57′E / 50.050°N 72.950°E
鐵米爾套 （「鐵山」的意思）是哈薩克斯坦卡拉干達州的一座城市。2006年人口176,000人。1905年來自薩馬拉的40個家庭到這裡定居，以努拉河右岸的山頭起名為，1909年改名為撒馬爾罕茨基 （Самаркандский），1945年升格為市並改現名。

## 铁米尔套市的历史演变

### 铁米尔套的前身
1905年6月15日，由于斯托雷平移民政策的实施，首批40个移民家庭从萨马拉出发，沿途来到当时的阿克莫林斯克省阿克莫林斯克县努拉河左岸定居。而定居点则以对岸的丘陵命名为“扎乌尔”。
1909年，扎乌尔更名为撒马尔罕。1911年，撒马尔罕建立了第一所学校和医院。1921年，撒马尔罕并入了吉尔吉斯苏维埃社会主义共和国阿克莫林斯克省。吉尔吉斯苏维埃社会主义共和国是1920年成立的苏维埃社会主义共和国联盟（苏联）内的一个加盟共和国（1925年起改名为哈萨克苏维埃社会主义共和国）。

### 铁米尔套的工业发展
1942年，卡拉干达热电站的第一台涡轮机投入运行。1943年，合成橡胶厂开始运作。1944年，还在建设中的哈萨克冶金厂生产了第一批钢材，熔炼钢材使用了马丁炉。
1945年10月1日，撒马尔罕从卡拉干达的基洛夫区分离，获得了城市地位并更名为铁米尔套。
1945年至1949年，靠近该市的某营地关押了日本战俘。
1950年代，苏联政府决定建设卡拉干达冶金厂，并宣布开始全国性的共青团突击建设运动。来自苏联各地乃至其他加盟共和国（主要是保加利亚）的共青团青年突击队开始涌入该城市。当时共有8000多名青年通过共青团的途径来到突击建设现场，其中包括未来的哈萨克斯坦首任总统努尔苏丹·纳扎尔巴耶夫，他最初在工厂担任铸造机的铸铁操作员，之后担任了高炉锻造工。
1959年，特米尔套发生了工人骚乱。工人们对恶劣的工作条件、水、食品和物资的供应中断深感不满，而这些问题源于管理层的多重失误。矛盾在工人们得知一批肉、饺子和水果因无人知晓而在供应基地腐烂并被埋后达到顶点。7月29日，数千名工人聚集在供应部大楼前与管理层交涉。在得知谈判无望后，工人们开始破门进入食品店和其他商店。之后政府派军队进入城市，宣布宵禁。据官方统计，与政府的冲突造成16名工人死亡，27人受伤，约70人被逮捕和判刑，其中6人被判处死刑（枪决）。
1960年7月3日，特米尔套迎来了历史性时刻——哈萨克的“马格尼托哥尔斯克”1号高炉（当时哈萨克斯坦和中亚唯一的高炉）首次炼出生铁。
1962年2月，冶金厂的青年们选举努尔苏丹·纳扎尔巴耶夫为哈萨克斯坦共青团第十次代表大会的代表。在大会期间，他就铁米尔套当时所面临的实际问题发表了讲话：
铁米尔套冶金厂面临着一些问题，其中一部分是我们可以自行解决的，但另一部分我们无法独立解决。这包括文化宫的缺失（可被用于青年们良好的休闲娱乐和组织艺术活动）。我们有很多人才，都是有技能的人，但没有体育场。我代表我们城市的共青团员，请求中央帮助我们解决这个难题。许多年轻人希望能够得到更多学习机会，但在我们的城市，机会仍然很少。政府决定在我们的城市建设一所高等技术学院，但两年来我们只看到一堆文件，这个问题至今未得到解决。而其他许多大厂都建立了这样的学院。无论是高等教育部、国家计划委员会，还是共青团中央委员会，都没有采取必要措施加快这项建设。我们需要这样的教育机构。铁米尔套的共青团员和青年早就希望在自己的城市拥有一所工业技术学院，并寄予了厚望。
1963年，在卡拉干达理工学院和卡拉干达冶金厂的基础上成立了工业技术学院。

### 独立时期
1992年12月28日，卡拉干达冶金厂的总经理亚历山大·斯维钦斯基在厂区门口被暗杀，此事件引起了广泛的社会关注，凶手被判处死刑。
1995年，卡拉干达冶金厂被移交给Ispat International公司，随后更名为Ispat-KarMet，后来改名为Mittal Steel Temirtau，自2007年起称为ArcelorMittal Temirtau。
2010年，哈萨克斯坦首任总统纳扎尔巴耶夫参观了庆祝哈萨克的“马格尼托哥尔斯克”50周年的活动。在讲话中，他强调第一炉生铁的冶炼不仅是冶金厂的创始之日，也是哈萨克斯坦黑色冶金工业的奠基日。总统还亲自给资深冶金工人阿尔金·朱努索夫授予了“哈萨克斯坦劳动英雄”荣誉称号和“金星奖章”。
2011年，特米尔套建成并开放了第一任总统博物馆。这座三层建筑直径48米，高15.59米，总面积为4526平方米。